# 佐賀県道349号嬉野温泉停車場線
佐賀県道349号嬉野温泉停車場線（さがけんどう349ごう うれしのおんせんていしゃじょうせん）は、佐賀県嬉野市を通る一般県道である。

## 概要
嬉野市嬉野町大字下宿甲のJR九州西九州新幹線 嬉野温泉駅前から国道34号に至る。
起点付近に国立病院機構嬉野医療センター、終点付近に道の駅うれしの まるく、佐賀県立嬉野高等学校嬉野校舎がある。

### 路線データ
- 起点：佐賀県嬉野市嬉野町大字下宿甲（JR九州西九州新幹線 嬉野温泉駅前）
- 終点：佐賀県嬉野市嬉野町大字下宿甲（嬉野温泉駅前交差点、国道34号交点）
- 総延長：134 m[1]

## 歴史
- 2014年（平成26年）3月25日 - 佐賀県告示第100号により路線認定[2]。
- 2022年（令和4年）9月19日 - 佐賀県告示第219号により道路区域が決定[1]。

## 地理

### 通過する自治体
- 佐賀県
  - 嬉野市

### 交差する道路
| 交差する道路 | 交差する場所     | 交差する場所              |
| ------------ | ---------------- | ------------------------- |
| 国道34号     | 嬉野町大字下宿甲 | 嬉野温泉駅前交差点 / 終点 |

### 沿線
- JR九州西九州新幹線 嬉野温泉駅
- 国立病院機構嬉野医療センター
- 道の駅うれしの まるく
- 佐賀県立嬉野高等学校嬉野校舎（終点付近）